# بليين (إيوان)
بليين (بالفارسية: بلیین) هي قرية تقع في قسم نبوت الريفي (مقاطعة إيوان) في إيران. يقدر عدد سكانها بـ 97 نسمة بحسب إحصاء 2016.